# Analiziraj ovo
Analiziraj ovo (eng. Analyze This) je film  Harolda Ramisa iz 1999. s  Robertom De Nirom u ulozi ganstera i  Billyjem Crystalom kao njegovim psihijatrom. Nastavak, Analiziraj ono, objavljen je 2002.

## Glumci
- Robert De Niro - Paul Vitti
- Billy Crystal - Ben Sobel
- Lisa Kudrow - Laura MacNamara Sobel
- Chazz Palminteri - Primo Sindone
- Kyle Sabihy - Michael

## Radnja
Ben Sobel je psihijatar koji bi se trebao oženiti, a vodi uglavnom dosadan život. Paul Vitti mafijaški šef, koji, zbog prirode svog posla mora ostati miran, počinje patiti od napadaja panike i shvaća da treba psihološku pomoć, posebno jer se ubrzo održava sastanak mafijaša.
Nakon slučajne prometne nesreće, dvojica se sastaju, a Vitti angažira Sobela kao svog stalnog psihijatra. U procesu, Vitti uništi Sobelovo vjenčanje te mu od života napravi potpuni nered. Osim toga, FBI pokušava Sobelu staviti mikrofon kako bi špijunirao Vittija, što bi moglo narušiti odnos liječnik-pacijent, pa i sam Sobelov život.
Polako, ali sigurno, Vitti napreduje dok se prisjeća svojeg djetinjstva i preispituje svoj životni poziv, što uznemiruje cijelu mafiju.

## Vanjske poveznice
- Analiziraj ovo u internetskoj bazi filmova IMDb-a